# Östanbjörke
Östanbjörke is een plaats in de gemeente Sunne in het landschap Värmland en de provincie Värmlands län in Zweden. De plaats heeft 61 inwoners (2005) en een oppervlakte van 17 hectare.